# Джон Хей, 1-й граф Твиддэйл
Джон Хэй, 1-й граф Твиддэйл (англ. John Hay, 1st Earl of Tweeddale; 1593 — 25 мая 1653) — шотландский аристократ и политик.

## Биография
Родился в 1593 году. Старший сын Джеймса Хэя, 7-го лорда Хэя из Йестера (1564—1609) и Маргарет Керр, старшей дочери сэра Джона Кера из Фернихирста. Он стал лордом Хэем из Йестера в феврале 1609 года. Семейной резиденцией Хэев был замок Йестер.
В феврале 1608/1609 года Джон Хэй занимал должность шерифа Пиблсшира. В феврале 1633/1634 года он занимал пост аудитора казначейства. В 1641 году он был назначен членом Тайного совета Шотландии. Он также занимал должность комиссара по делам поместий с 1643 по 1651 год. Он получил звание пехотного полковника в графствах Эдинбург, Хаддингтоншир и Пиблсшир.
5 апреля 1624 года Джон Хэй женился первым браком на Джин Сетон, дочери Александра Сетона, 1-го графа Данфермлина, и Гризель Лесли.
Придворный Роберт Керр прибыл в Шотландию в июне 1629 года. Он привез подарок от короля Карла I леди Йестер в качестве свадебного подарка, украшенную драгоценными камнями прическу, описанную как «головной убор», ленту из мелких бриллиантов, оправленную во флер-де-лис, чтобы носить на лбу от уха до уха. Он упомянул о благодарности Чарльза ее матери леди Сетон за то, что она заботилась о нем в детстве во дворце Данфермлин.
У них был единственный сын Джон Хэй, 1-й маркиз Твиддэйл (1625—1697), который женился на Джейн Скотт. Джин Сетон, леди Йестер, умерла через восемь дней после родов (21 августа 1625).
Лорд Йестер выступил против Закона об одежде в 1633 году, а в 1639 году был сторонником Национального пакта и имел полк в Данс-Лоу.
25 декабря 1641 года Джон Хэй женился вторым браком на Маргарет Монтгомери (20 февраля 1617 — 27 января 1665), дочери Александра Монтгомери, 6-го графа Эглинтона, и Энн Ливингстон . Их сыном был Уильям Хэй (1649—1726) из Драмелзьера. В 1694 году он женился на Элизабет Сетон, дочери Александра Сетона, 1-го виконта Кингстона. Он приобрел замок Данс и часть ожерелья или пояса, связанного с Марией, королевой Шотландии, которая произошла в семье Сетон от королевского подарка Мэри Сетон или Энн Ливингстон . Ожерелье теперь выставлено в Холирудском дворце.
1 декабря 1646 года для Джона Хэя был создан титул 1-го графа Твиддэйла в Пэрстве Шотландии.
После его смерти в 1653 году его вдова Маргарет Монтгомери вышла замуж за Уильяма Каннингема, 9-го графа Гленкэрна (1610—1664) .